# NK PPG Rujevac
NK PPG Rujevac je nogometni klub iz mjesta Rujevac, nedaleko Dvora na Uni.

## Povijest
Klub je osnovan 1977. godine na inicijativu lokalnih entuzijasta predvođenih inženjerom Jovanom Radojčićem. U početku su postojale dvije selekcije igrača: juniori i seniori. 
Klub je bio aktivan sve do Oluje 1995. godine, kada se odlaskom Srba iz Rujevca klub gasi. Povratkom Srba u Rujevac 2004. godine klub, na inicijativu Milorada Preradovića, Zorana Tesle i Pere Vujčića, ponovo biva oformljen pod imenom NK Rujevac. Od jeseni 2004. godine, klub počinje natjecanje u Drugoj ligi Sisačko-moslavačke županije. U sezoni 2006./07. klub ponovo ulazi u viši rang natjecanja (2. ŽNL), gdje se zadržava jednu sezonu i zbog nedostatka financijskih sredstava ispada u Treću ligu Sisačko-moslavačke županije gdje se nalazi do sezone 2014./15, kada osvaja 1. mjesto i prelazi u viši rang. Od sezone 2008./09. klub ponovo nosi staro ime PPG (Prva Partizanska Gimnazija).

### Plasmani kluba kroz povijest
| Sezona    | Liga                               | Plasman    |
| --------- | ---------------------------------- | ---------- |
| 2006./07. | 2. ŽNL Sisačko-moslavačka NS Sisak | 6. mjesto  |
| 2007./08. | 2. ŽNL Sisačko-moslavačka NS Sisak | 12. mjesto |
| 2008./09. | 3. ŽNL Sisačko-moslavačka NS Sisak | 6. mjesto  |
| 2009./10. | 3. ŽNL Sisačko-moslavačka NS Sisak | 4. mjesto  |
| 2010./11. | 3. ŽNL Sisačko-moslavačka NS Sisak | 3. mjesto  |
| 2011./12. | 3. ŽNL Sisačko-moslavačka NS Sisak | 10. mjesto |
| 2012./13. | 3. ŽNL Sisačko-moslavačka NS Sisak | 5. mjesto  |
| 2013./14. | 3. ŽNL Sisačko-moslavačka NS Sisak | 8. mjesto  |
| 2014./15. | 3. ŽNL Sisačko-moslavačka NS Sisak | 1. mjesto  |
| 2015./16. | 2. ŽNL Sisačko-moslavačka          | 9. mjesto  |
| 2016./17. | 2. ŽNL Sisačko-moslavačka          |            |

## Vanjske poveznice
- Neslužbene stranice kluba  Arhivirana inačica izvorne stranice od 4. ožujka 2016. (Wayback Machine)